# ۳۳۶ (میلادی)
۳۳۶ (میلادی) سیصد و سی و ششمین سال تقویم میلادی است.

## درگذشتگان
‎